# Sarmàkovo
Sarmàkovo (en rus: Сармаково) és un poble de Kabardino-Balkària, a Rússia, que el 2019 tenia 8.149 habitants. Pertany al districte rural de Zalukókoaje.